# كالوست كولبنكيان
كالوست سركيس كولبنكيان (بالإنجليزية: Calouste Gulbenkian) (23 مارس 1869 — 20 يوليو 1955) هو رجل أعمال أرمني عراقي وصاحب أعمال خيرية، يسمى أيضاً بـ "Mr Five Percent" لأنه كان يتقاضى نسبة خمسة بالمائة من عائدات النفط على إثر دوره المهم في إتاحة حقول البترول في الشرق الأوسط للاستثمار والتطوير الغربي. قبل وفاته كان من أغنى رجال العالم ومجموعته من الأعمال الفنية هي من أكبر المجموعات الفنية علي مستوى العالم. يعتبر ملعب الشعب الدولي في العراق هدية منه بالإضافة إلى مساهمته في بناء مدينة الطب أكبر الصروح الطبية في بغداد.

## النشأة
ولد في أوسكودار في القسطنطينية (إسطنبول اليوم) لأب أرمني يعمل بالاستيراد والتصدير. أرسله والده ليدرس هندسة البترول في في كلية كينغز في لندن، وبعد ذلك لدراسة الصناعات النفطية الروسية في باكو. هاجر العام 1896 من الدولة العثمانية إلى القاهرة مع عائلته، وهناك تعرف على ألكساندر مانطاشف، رجل أعمال أرمني يعمل بالنفط والأعمال الخيرية والذي عرفه بدوره على معارفه المهمين في القاهرة، وانتقل إلى بريطانيا لعقد صفقات في مجال البترول وهو لا زال في العشرينات من عمره. أصبح مواطناً بريطاني الجنسية العام 1902. ساعد في ترتيب اندماج شركة رويال داتش / شل العام 1907، وحصل على أسهم فيها لقاء ذلك. كان يطالب بـ 5٪ من أسهم شركات النفط التي يساعد في انشائها، العادة التي أكسبته لقب «السيد خمسة في المئة» (مستر فايف برسنت).

## توسع نشاطه
في عام 1912 كولبنكيان هو العقل المدبر وراء إنشاء شركة البترول التركية - مجموعة تعاونية من كبرى شركات النفط الأوروبية هدفت إلى التنقيب عن النفط وتطويره في أراضي العراق من الإمبراطورية العثمانية ومصالح أخرى، التي قطعتها اندلاع الحرب العالمية الأولى.
خلال تفكيك الامبراطورية العثمانية بعد الحرب العالمية الأولى، وقع العراق تحت الانتداب البريطاني. مفاوضات ساخنة ومطولة تعلقت بالسماح للشركات الاستثمار في شركة النفط التركية التي منحت حقوق حصرية للتنقيب عن النفط في العراق العام 1925. اكتشاف احتياطي كبير من النفط في بابا كركر قدمت دفعة لاختتام المفاوضات في يوليو 1928 والاتفاق المسمى "اتفاقية الخط الأحمر"، التي تم التوقيع عليه ليحدد شركات النفط التي يمكنها الاستثمار، وحفظت 5٪ من الأسهم لكولبنكيان. تغير اسم الشركة إلى شركة نفط العراق العام 1929. في الواقع، فإن الباشا كان قد منح كولبنكيان كامل امتياز النفط العراقي، إلا أنه كان يقول «أفضل قطعة صغيرة من فطيرة كبيرة، بدل قطعة كبيرة من فطيرة صغيرة.»
جمع كولبنكيان ثروة طائلة وكذلك من الأعمال الفنية التي وضعها في متحف خاص في منزله في باريس. يذكر أن منزله ذي الأربعة طوابق وثلاثة قباء، في شارع d'Iéna، مكتظ بالقطع الفنية، وما تحسن الوضع إلا بعد العام 1936 عندما أعار ثلاثين لوحة للمتحف الوطني البريطاني، ومنحوتاته المصرية إلى المتحف البريطاني. وكان رئيس مجلس الجمعية العمومية الخيرية الأرمنية (AGBU) في الفترة من 1930-1932، واستقال نتيجة لحملة تشويه من قبل الحكومة الأرمينية السوفياتية. [الاقتباس حاجة]
في عام 1938، قبل بداية الحرب العالمية الثانية، أدرج كولبنكيان شركة في بنما لتدير أصوله في صناعة النفط. اسم الشركة Partex.
قبل بداية الحرب العالمية الثانية، كان قد اكتسب الحصانة الدبلوماسية كوزير للعراق في باريس. ولحق بالحكومة الفرنسية عندما فرت إلى فيشي وعمل فيها كوزيرها الإيراني. غادر فرنسا إلى لشبونة في وقت متأخر من عام 1942 وعاش هناك حتى وفاته عام 1955 في جناح في الفندق الفخم Aviz. توفيت زوجته الأرمنية العام 1952، ولهما ولد اسمه نوبار وابنة اسمها ريتا والتي ستصبح زوجة الدبلوماسي الإيراني كيورك لوريس إساييان Kevork Essayan.

## مؤسسة كالوست كولبنكيان
مؤسسة كالوست كولبنكيان (Calouste Gulbenkian Foundation) جمعية خيرية أسسها كالوست كولبنكيان بأمواله. المؤسسة قائمة للأعمال الخيرية والتعليمية والفنية والعلمية وعلم الآثار. المؤسسة توزع المنح على الطلاب الأرمن، وتعنى بتقوية وتشجيع اللغة الأرمنية وخصوصا اللغة الأرمنية الغربية المعروفة بـ Arevmdahayeren

## نشاطات فنية وثقافية
لكولبنكيان عطاءات كبيرة في الكثير من القطاعات الثقافية والعلمية ومنها:
- متحف كالوست كولبنكيان (Museu Calouste Gulbenkian) في لشبونة، البرتغال
- معهد كولبنكيان للعلوم (Instituto Gulbenkian de Ciência)، وتختص بعلوم البيولوجيا والبحث الطبي
- باليه كولبنكيان من العام 1965 إلى العام 2005
- جوقة كولبنكيان (Coro Gulbenkian) ابتداء من العام 1964
- مطبعة كولبنكيان لطباعة الكتب الأدبية، والفنية، واللغويات
- جوائز كولبنكيان، جوائز سنوية في العلوم، وفي حقوق الإنسان وفي الاستدامة والمعرفة
- مسرح كولبنكيان في جامعة كنت، إنكلترا
- مسرح كولبنكيان في الجامعة اللبنانية الأمريكية، بيروت، لبنان

كما أسس لحديقة كولبنكيان العامة في لشبونة، البرتغال حيث تقام النشاطات الفنية والنزهات. وللحديقة بحيرة داخل الحديقة

## وفاته
في وقت وفاته العام 1955، قدرت ثروته بما يتراوح بين 280 مليون دولار أمريكي و 840 مليون دولار أمريكي. ويعد خصم مبالغ لم يكشف عنها بعد في وصيته لأولاده، أوصى بما تبقى من ثروته ومجموعته الفنية إلى مؤسسة كالوست كولبنكيان، مع حفظ 300 - 400 ألف دولار أمريكي تخصص لترميم كاتدرائية اشميادزين في أرمينيا، في أرمينيا عندما ستسمح العلاقات مع الاتحاد السوفياتي بذلك. كما يوجد متحف للفن في لشبونه باسمه.
دفن كالوست كولبنكيان في كنيسة القديس سركيس الأرمنية في لندن.
ظهر في العام 2012 أن كولبنكيان رفض رتبة الإمبراطورية البريطانية الذي كادت أن تمنحه إياه الملكة إليزابيث الثانية.

## روابط خارجية
- كالوست كولبنكيان على موقع الموسوعة البريطانية (الإنجليزية)
- كالوست كولبنكيان على موقع مونزينجر (الألمانية)